# Lily Lake, Wisconsin
Lily Lake är en ort i Kenosha County i Wisconsin i USA.